# Чвенебури
Чвенебури (груз. ჩვენებური, букв. «свои», «одни из наших», тур. Çveneburi) — субэтническая группа на территории современной Турецкой Республики, исторически входившая в состав грузинского народа.

## Происхождение

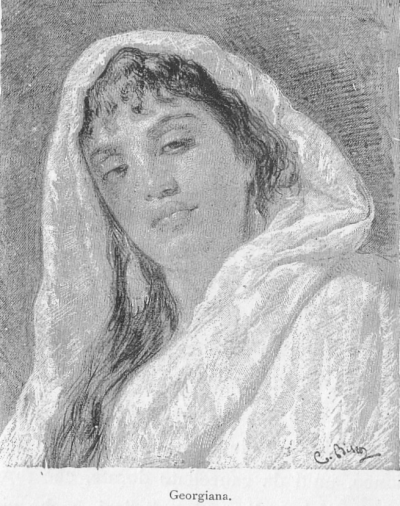
Грузинка (чвенебури) из Константинополя, 1878 год

Этнография чвенебури сложна. Так, в отличие от большинства грузин, чвенебури — мусульмане, равно как и близкородственные лазы. Поэтому грузины-мусульмане сильно дистанцированы от грузин-христиан. В отличие от лазов, чвенебури переселились на территорию современной Турции, сравнительно недавно — начиная со второй половины XIX века. Из-за христианизации региона ныне проживающих грузин-мусульман Ингилойцев. Поэтому в их культуре и языке практически нет сильных средневековых греко-понтийских влияний.
Чвенебури долгое время сохраняли грузинский язык и грузинскую культуру, однако дисперсное проживание и рост межнациональных браков приводит к их постепенной ассимиляции. Ассимиляционные процессы особенно сильно прослеживаются среди младшего поколения, которое перешло в основном на турецкий язык. Основная масса чвенебури в настоящее время проживает в городах Трабзон, Ризе, Орду, Синоп, Бурса и Стамбул. Количество грузин-мусульман (имерхевцы, лазы, аджарцы, чвенебури) в Турции оценивается в 0,3 млн человек.

## Исламизация и ассимиляционные процессы
В плане происхождения грузинско-мусульманское меньшинство, сформировавшееся в бытность Османской империи, сильно напоминает ситуацию с другими подобными исламизированными группами в составе преимущественно христианских этносов Балкан и других регионов:
- Аджарцы — частично исламизированные грузины автономной республики Аджария (Грузия);
- Албанцы — по большей части исламизированный балканский народ;
- Торбеши — исламизированные македонцы;
- Горанцы — исламизированные сербы, болгары, македонцы или иллирийцы;
- Босняки — исламизированный балканский народ;
- Помаки — исламизированные болгары;
- Критские мусульмане — исламизированные греки;
- Хемшилы — исламизированные армяне;
- Криптоармяне — исламизированные армяне;
- Гаджалы — исламизированные гагаузы;
- Ферейданцы — исламизированные грузины Ирана.